# Emploi (théâtre)
Pour les articles homonymes, voir Emploi (homonymie).
Un emploi au théâtre est « l'ensemble des rôles d'une même catégorie requérant, du point de vue de l'apparence physique, de la voix, du tempérament, de la sensibilité, des caractéristiques analogues et donc susceptibles d'être joués par un même acteur ». Patrice Pavis voit l'emploi, « synthèse de traits physiques, moraux, intellectuels et sociaux », comme une « notion intermédiaire et bâtarde entre le personnage et le comédien qui l'incarne ».
De même qu'un vieillard ne saurait jouer les amoureuses et qu'une jeune fille ne saurait jouer les pères nobles, de même certains acteurs, nés pour le registre comique, seraient dans l'impossibilité de remplir un rôle sérieux, et vice versa. Il a donc bien fallu, pour établir la part de chacun avec autant de précision qu'il est possible de le faire en pareille matière, former des séries de rôles analogues et constituer ce qu'on appelle des emplois.

## Intérêt d'une telle notion
La notion d'emploi s'est révélée utile aussi bien au comédien et au directeur de théâtre qu'à l'auteur et même au spectateur. Le comédien, ayant sur son contrat ou sur le tableau de la troupe le ou les emplois pour lesquels il a été engagé, sait ce qu'on peut lui demander et, éventuellement, ce qu'il peut refuser. Cette notion d'emploi permet de présenter de manière précise et synthétique les capacités de chaque acteur et actrice d'une troupe.
À titre d'exemple, la troupe de Nantes de 1829 était composée, entre autres, de :
- Mainville, premiers rôles en tout genre ;
- Legrand-Roche, jeunes premiers, fort jeunes premiers rôles au besoin dans le vaudeville ;
- Toudouze, grands raisonneurs, pères nobles en tout genre, pères non chantants ;
- Charles, financiers, manteaux, grimes, paysans ;
- Mme Legrand-Roche, premiers rôles en tout genre, grandes coquettes ;
- Mme Bury, jeunes premières, ingénuités, jeunes amoureuses dans le vaudeville ;
- Mme Dantremont, secondes amoureuses[3].

Connaissant les emplois de ses acteurs et actrices, le directeur de théâtre voyait la gestion de ses moyens humains facilitée. Molière, auteur et directeur de troupe, a composé ses pièces en fonction des acteurs dont il disposait. Ainsi ses « grandes comédies » sont bâties sur des distributions très proches :
- un premier rôle, cultivant une extravagance :
  - avarice (L'Avare),
  - snobisme (Le Bourgeois gentilhomme),
  - dégoût des hommes (Le Misanthrope),
  - dévotion feinte (Tartuffe),
  - hypocondrie (Le Malade imaginaire),
  - peur d'être trompé (L'École des femmes) ;
- un raisonneur ;
- un ou plusieurs amoureux(ses) ;
- une ingénue ou une grande coquette ;
- un ou deux valets ou soubrettes ;
- un père noble.

En connaissant d'avance les principales caractéristiques des personnages qu'il va introduire dans l'intrigue, un auteur voit sa tâche de construction facilitée et, au moment de la représentation, le spectateur lui-même se trouve très vite en terrain de connaissance, comme le constatait Alfred Capus : « Rien n'était plus commode, pour l'action dramatique, que d'avoir d'avance à sa disposition et avec le consentement du spectateur, les lignes générales du bourgeois, du militaire, de l'aristocrate, de l'homme d'argent ; ou de la courtisane, de la femme honnête, de l'ouvrière, de la grande dame, de la jeune fille. Il suffisait d'y ajouter un ou deux traits particuliers et contemporains, et l'action pouvait aussitôt se mettre en marche sans de plus longues explications. »

## Histoire
La détermination précise des emplois de jadis est aujourd’hui malaisée à établir. En effet, cette notion n’a cessé de varier au cours des XVIIe et XVIIIe siècles, non seulement à l’intérieur d’un même genre théâtral (comédie, tragédie, opéra, opéra-comique), mais aussi, et davantage encore, entre Paris et les villes de province. Pour résoudre les conflits de plus en plus nombreux qui surgissaient entre comédiens titulaires d’un même emploi, la Comédie-Française mit au point, à partir de 1785, une sorte de classement des rôles par emplois. Dès lors, cette typologie permettait de départager les conflits entre comédiens de province, arbitrés eux aussi par la Comédie-Française. En voici un exemple datant du XVIIIe siècle :
| Emplois masculins          | Emplois féminins              |
| Tragédie                   | Tragédie                      |
| -------------------------- | ----------------------------- |
| premiers rôles             | premiers rôles                |
| seconds rôles              | seconds rôles (ou princesses) |
| rois                       | reines                        |
| troisièmes rôles           | troisièmes rôles              |
| confidents                 | confidentes et suivantes      |
| Comédie                    |                               |
|                            | ingénues                      |
| amoureux                   | amoureuses                    |
| jeunes premiers            | jeunes premières              |
| marquis                    | grandes coquettes             |
| rôles à manteaux ou grimes |                               |
| pères nobles               | mères nobles                  |
| financiers                 |                               |
| raisonneurs                | duègnes                       |
| valets, Crispin, paysans   | servantes et soubrettes       |
| niais                      |                               |

Le nombre des emplois ne cessa de se multiplier au cours des XVIIIe et XIXe siècles, à cause de l'augmentation du nombre des personnages, conséquence des bouleversements sociaux et des mouvements littéraires. À ces personnages supplémentaires se sont ajoutés des emplois particuliers créés ou remplis avec succès par un acteur ou actrice, et qui ont laissé leurs noms, devenant alors noms communs (initiale minuscule, et prenant un « s » au pluriel), par exemple :
- clairval : premiers rôles d'opéra-comique (de Jean-Baptiste Guignard dit Clairval) ;
- déjazet : rôles travestis, lestes et égrillards (de Mlle Déjazet) ;
- solié : comiques possédant de surcroît une jolie voix (de Jean-Baptiste Soulier dit Solié) ;
- dugazon : ingénues amoureuses ou soubrettes dans les œuvres lyriques (de Madame Dugazon) ;
- thierret : duègnes comiques (de Mme Thierret) ;
- jodelet : valet burlesque, gourmand, vantard, menteur, cible des coups de bâton et des quolibets (de Jodelet).

Cette classification est restée pratique pour définir les personnages des différents répertoires jusqu'à la fin du XIXe siècle. Elle est, en revanche, difficilement utilisable au-delà et, de ce fait, elle est tombée en désuétude à partir du XXe siècle. André-Gilles Bourassa attribue aux théâtres d'art la suppression de cette approche et son remplacement par le casting. Le mot et sa signification se sont conservés dans quelques expressions :
- avoir le physique (ou la tête) de l'emploi,
- jouer à contre-emploi...

## Quelques définitions et exemples d'emplois, classés par ordre alphabétique
Cette typologie admet de nombreuses variantes et subtilités, dues tantôt à la coutume, tantôt à des différences d’appréciation de la part des directeurs de théâtres. De plus, les caractéristiques des personnages, ainsi que l'importance de leurs rôles, pouvant varier à l'infini, au gré de l'inspiration et des intentions des auteurs, la classification par emploi butte parfois sur des personnages aux frontières de catégories. Certains classements peuvent sembler discutables ou arbitraires. Psyché de la tragédie-ballet Psyché et Henriette des Femmes savantes sont-elles des ingénues ou des amoureuses ? Chérubin dans Le Mariage de Figaro de Beaumarchais, rare exemple d'ingénu mâle, et rôle tenu par une femme, est-il un emploi de jeune première ou de soubrette ? Célimène du Misanthrope et Elmire du Tartuffe sont-elles des grandes coquettes ou des premiers rôles ? Le duc de Chamaraule dans Philiberte d'Émile Augier est un barbon les deux premiers actes, et se comporte en père noble à la fin du troisième. Ces incertitudes ne peuvent être levées, car elles sont inhérentes au principe de classification de caractères possédant une infinité de nuances.

### Accessoire
Au théâtre, tout ce qui n'entre pas dans la catégorie du décor ni dans celle du costume fait partie des accessoires. Dans cette catégorie, qui regroupe « tout ce qui concourt à l'illusion théâtrale », on retrouve donc non seulement les objets nécessaires à la représentation, mais aussi des personnages, des rôles minuscules, classés au dernier rang des figurants, en dessous des utilités. C'est dans ce groupe que se recrutent les personnes apparaissant dans la distribution, sans qu'elles soient nommées individuellement, ni même que leur nombre soit précisé, ce qui les différencie des utilités. Muet, l'accessoire fait partie de la mise en scène. Exemples :
- « apparitions, seigneurs, gentilshommes, officiers, soldats, serviteurs, messagers » (Macbeth de Shakespeare) ;
- « une troupe d'Égyptiens, une troupe de Romains » (La Mort de Pompée de Pierre Corneille) ;
- « plusieurs musiciens, musiciennes, joueurs d'instruments, danseurs, cuisiniers, garçons tailleurs » (Le Bourgeois gentilhomme de Molière) ;
- « valets de ville, hallebardiers, cavaliers, têtes-rondes, généraux, colonels, […], bourgeois, soldats, peuple » (Cromwell de Victor Hugo) ;
- « gens de la noce » (Un chapeau de paille d'Italie d'Eugène Labiche) ;
- « gens de police, maréchaussée » (Diane d'Émile Augier) ;
- « soupeurs, soupeuses, invités » (La Duchesse des Folies-Bergères de Georges Feydeau) …

### Amoureux
Personnage qui aime et qui peut aussi être aimé. Les obstacles que ces personnages rencontrent sont des conséquences de l'action principale ou des prétextes à son développement. Selon l'importance des rôles, une gradation peut-être précisée par premier, deuxième et troisième amoureux(se). Le « premier amoureux » est généralement appelé « jeune premier » (sous-entendu amoureux), et la « première amoureuse » la « jeune première ». Il s'agit alors de personnages de premier plan. L'emploi de « second(e) amoureux(se) » revient à des personnages moins importants. Dans un certain nombre de pièces, on trouve à la fois un premier et un second amoureux. Dans Le Menteur de Corneille (1644), Dorante est un premier amoureux, Alcippe un second ; dans Tartuffe de Molière (1664), Valère est un premier amoureux, Damis un second ; dans Le Jeu de l'amour et du hasard de Marivaux (1730), Dorante est un premier amoureux et Mario un second.
En revanche, lorsque l'amour du héros est le thème principal de l'ouvrage, donnant lieu à des déchaînements de la passion ou à des dévouements sublimes, le sujet n'est plus alors un amoureux, mais un premier rôle. Par exemple Oreste, Othello, Phèdre, Dom Juan, Zaïre, Hernani, Ruy Blas et même Alceste sont des premiers rôles.
L'emploi d'amoureux exige généralement de la jeunesse, un physique agréable, une voix séduisante au débit animé, de la distinction et, surtout, une capacité à exprimer toutes les facettes d'un sentiment contrarié ou partagé.
Quelques-uns des innombrables rôles d'amoureux :
- Roderigo dans Othello de Shakespeare (1604) ;
- Camille et Curiace dans Horace de Pierre Corneille (1640) ;
- Maxime dans Cinna de Corneille (1641) ;
- Lucile dans Le Dépit amoureux de Molière (1656) est une jeune première ;
- Clitandre dans Les Femmes savantes de Molière (1672) ;
- le Marquis dans Turcaret de Alain-René Lesage (1709) ;
- Rosine dans Le Barbier de Séville de Beaumarchais (1775) ;
- Nanon et François dans Madame Angot ou la poissarde parvenue de Maillot (1796) ;
- Oscar de Beaufort dans Le Jeune Mari d'Édouard Mazères (1826) ;
- Saverny dans Marion Delorme de Victor Hugo (1831) ;
- Raymond de Taulignan dans Philiberte d'Émile Augier (1853) ;
- Armand et Daniel dans Le Voyage de monsieur Perrichon d'Eugène Labiche (1860) ;
- Germaine Lechat dans Les affaires sont les affaires d'Octave Mirbeau (1903) …

Acteurs ou actrices dans cet emploi :
- Mlle de Brie, Mlle d'Épinay, Mlle Mars ;
- La Grange, Lafontaine, Dieudonné …

### Barbon
Rôle de vieillard ridicule ou odieux, qui oublie son âge ou le redoute et qui désire, légitimement ou pas, une jeune fille malgré les avis contraires. Cet emploi entre dans la catégorie des rôles à manteau, qui comprend aussi les grimes et les financiers. Chez Molière, cet emploi fréquent requiert en général un premier rôle, vu l'importance centrale du personnage. Arnolphe dans L'École des femmes, Sganarelle dans Le Mariage forcé et Harpagon dans L'Avare ne sont pas des barbons, mais des premiers rôles.
Exemples de barbon :
- Anselme dans L'Étourdi de Molière (1655) ;
- Ligournois dans Le Mariage fait et rompu de Dufresny (1721) ;
- Bartholo dans Le Barbier de Séville de Beaumarchais (1775) ;
- Don Ruy Gomez dans Hernani de Victor Hugo (1830) ;
- Don Guritan dans Ruy Blas de Victor Hugo (1838) ;
- le duc de Chamaraule dans Philiberte d'Émile Augier (1853) …

Acteurs ayant tenu cet emploi : Louis Béjart, Adolphe Dupuis …

### Comique
Cet emploi parle de lui-même, et n'a pas besoin d'être caractérisé. Mais, même s'il se subdivise en « premier comique » et en « second comique », cet emploi ne comprend pas tous les rôles masculins comiques. Les rôles dits marqués, c'est-à-dire représentant des personnages plus ou moins âgés, n'en font pas partie et forment une classe à part, comprenant les financiers, les grimes, les ganaches et les pères nobles.
Les premiers comiques appartiennent à la « grande livrée », et les seconds comiques à la « petite livrée ». Voir la section « Rôle à livrée ».

### Confident
Personnage généralement subalterne de la tragédie, qui a pour rôle d'écouter les confidences des principaux personnages, afin que les spectateurs soient tenus au courant d'une situation qu'ils n'ont pas vue, ou afin qu'ils apprennent les intentions du héros. La présence d'un confident évite les monologues trop longs et les situations fausses où l'acteur donne l'impression de s'adresser directement au public. Selon l'importance du rôle, cet emploi se décline en « confident » et en « grand confident ». Le théâtre antique n'a pas eu besoin de ce personnage, le héros pouvant, soit invoquer les dieux, soit s'adresser au chœur. Privé de ces moyens, la tragédie classique les a beaucoup utilisés. Dans la comédie classique, cet emploi est souvent réalisé par les valets et les soubrettes, qui prennent une part plus active à l'action que les confidents de la tragédie. Le drame moderne tente de se passer de ce personnage souvent peu vraisemblable, puisqu'il est traité en ami très proche lors des épanchements du héros, et est ensuite généralement ignoré lors de l'action. Houdar de La Motte s'est flatté d'avoir aboli la mode des confidents grâce à sa pièce Inès de Castro (1723), où il aurait montré comment s'en passer.
Chamfort a écrit : « Les confidents, dans une tragédie, sont des personnages surabondants, simples témoins des sentiments et des desseins des acteurs principaux. […] Ils n'ont pas plus de part à l'action que les spectateurs. Il suit de là qu'un grand nombre de confidents, dans une pièce, en suspend la marche et l'intérêt, et qu'il y jette par-là beaucoup de froideur et d'ennui. » Chamfort distingue néanmoins des « demi-confidents », qui possèdent dans l'intrigue une autre fonction, ce qui leur permet de jouer un rôle plus actif. Ainsi Phoenix dans Andromaque, par son autorité de gouverneur, ou Œnone dans Phèdre, par sa tendresse aveugle de nourrice, interviennent aussi dans l'action.
Pour souligner la médiocrité de cet emploi, le Dictionnaire théâtral précise ironiquement : « Il est rare qu'on obtienne la faveur d'être engagé au Théâtre-Français pour l'emploi de confident, si l'on n'a pas eu l'avantage d'échouer préalablement dans les premiers rôles ».
Exemples de confident :
- Pyrrhus, confident de Jason, dans Médée de Corneille (1635) ;
- dans Andromaque, Racine a associé à chaque personnage important un confident : Pylade à Oreste, Phoenix à Pyrrhus, Cléone à Hermione, Céphise à Andromaque (1667) ;
- Œnone, confidente de Phèdre, dans Phèdre de Racine (1677) ;
- Isménie, confidente de Mérope, dans Mérope de Voltaire (1743) ;
- Julie, sœur de Philiberte, dans Philiberte d'Émile Augier (1853) ;
- Parséis, sœur et confidente d'Esclarmonde, dans Esclarmonde, opéra de Jules Massenet (1889)…

Ces rôles effacés n'ont illustré personne. Pourtant quelques acteurs, comme Florence de la Comédie-Française et Aristippe, ont tenu avec avantage cet emploi ingrat à l'ombre de grands acteurs.

### Coquette et grande coquette
Rôle de femme qui cherche à séduire, pour quelque raison que ce soit, sans aimer en retour.
Dans L'Impromptu de Versailles, Molière en donne sa propre définition : « une de ces femmes qui, pourvu qu'elles ne fassent point l'amour, croient que tout le reste leur est permis ». Dufresny nous en livre sa version en vers dans La Coquette de village (1715) : 
Par coquette, j'entends une fille très sage,

Qui du faible d'autrui sait tirer avantage,

Qui toujours de sang-froid, au milieu du danger,

Profite du moment qu'elle a su ménager,

Et sauve sa raison, où nous perdons la nôtre.

Une coquette sage est plus sage qu'une autre.
— Charles Dufresny, La Coquette de village, acte I, sc. 1
L'importance de cet emploi peut être très variable, et c'est pourquoi il est décliné en deux dénominations d'importance croissante : la coquette et la grande coquette.
Le théâtre romantique, en multipliant le nombre des personnages, a introduit à partir de 1830 une nouvelle classe de rôles, des grandes coquettes qui, par la place primordiale qu'elles occupent dans l'intrigue, sont en réalité des premiers rôles. C'est le cas notamment de :
- Marianne dans Les Caprices de Marianne d'Alfred de Musset (1833) ;
- Mme de Léry dans Un caprice de Musset (1837) ;
- Mme de Nohan du Mari à la campagne de Bayard (1844) ;
- Mme de Miremont dans la Camaraderie de Scribe (1856) ;
- la Marquise d'Auberive dans les Effrontés d'Émile Augier (1861) …

Quelques rôles de grande coquette :
- Elmire dans Tartuffe de Molière (1664) ;
- Célimène dans Le Misanthrope de Molière (1666) ;
- Céliante dans Le Philosophe marié de Destouches (1727) ;
- Silvia dans Le Jeu de l'amour et du hasard de Marivaux (1730) ;
- Araminte dans les Fausses Confidences de Marivaux (1737) ;
- Julie dans La Coquette corrigée de Jean-Baptiste de La Noue (1756) ;
- La marquise de Martigue dans L'Amant bourru de Monvel (1777) ;
- Dona Clorinde dans L'Aventurière d'Émile Augier (1848) ;
- Marceline dans Diane de Lys d'Alexandre Dumas fils (1853) ;
- La baronne Suzanne d'Ange dans Le Demi-monde de Dumas fils (1855) …

Actrices ayant interprété les grandes coquettes :
- Armande Béjart, Mlle Mars,
- Rose Chéri, Mme Arnould-Plessy, Mme Allan-Despréaux,
- Mlle Nathalie, Mlle Denain, Cécile Sorel …

### Duègne
Rôle de vieille femme. Le rôle, comme le nom, vient du théâtre espagnol, de dueña (propriétaire). Il s'agissait à l'origine de gouvernantes de bonne maison, dont les auteurs exagéraient le côté comique. Dans le répertoire français, il s'agit de vieilles femmes ou de vieilles filles ridicules. À la période classique, jusqu'à la mort de Molière, cet emploi était tenu par des hommes. Les duègnes comiques sont appelées parfois des « caricatures » ou des « thierrets », du nom de Félicia Thierret.
Exemples de duègnes :
- Mme Pernelle dans Tartuffe de Molière (1664) ;
- Mme Jourdain dans Le Bourgeois gentilhomme de Molière (1670) ;
- la baronne dans Le Chevalier à la mode de Dancourt (1687) ;
- Mme Turcaret dans Turcaret d'Alain-René Lesage (1709) ;
- Marceline dans Le Mariage de Figaro de Beaumarchais (1775) ;
- Dona Josefa dans Hernani de Victor Hugo (1830) ;
- Dona Juana de la Cueva dans Ruy Blas de Victor Hugo (1838) …

Acteurs ou actrices ayant tenu cet emploi :
- Louis Béjart, André Hubert, Mademoiselle Beauval ;
- Anna Chéri, Aline Duval à partir de 1864 (à 40 ans), Madame Desmousseaux ;
- Félicia Thierret, Madame Bras, Madame Gonthier (à 30 ans), Mademoiselle Desbrosses …

### Façonnière
Rôle d'une femme prude et précieuse, « femme qui fait des façons ». Exemples de façonnière :
- Climène dans La Critique de l'École des femmes de Molière (1663) ;
- La marquise façonnière dans L'Impromptu de Versailles de Molière (1663)…

Exemple d'actrice qui a tenu cet emploi : Mademoiselle Du Parc…

### Financier
À l'origine, c'est un rôle compris entre les pères nobles et les grimes. Il n'est pas tenu à la dignité des premiers, et ne tombe pas dans le bas comique et la caricature des seconds. C'est un rôle où il faut montrer une bonhomie vive et gaie, pleine de franchise et de rondeur. Cet emploi appartient à la catégorie des rôles « à manteau ».
Exemples de financier :
- Géronte dans Le Médecin malgré lui de Molière (1666) ;
- M. de Sottenville dans George Dandin ou le Mari confondu de Molière (1668) ;
- Démophon dans Les Ménechmes de Regnard (1705) ;
- Guillaume dans L'Avocat Patelin de Brueys (1706) ;
- Turcaret dans Turcaret d'Alain-René Lesage (1709) ;
- Mathieu dans L'École des Bourgeois d'Allainval (1728) ;
- Orgon dans Le Jeu de l'amour et du hasard de Marivaux (1730) ;
- Lisimon dans Le Glorieux de Destouches (1732) ;
- Argan dans Le Préjugé à la mode de La Chaussée (1735) ;
- Francaleu dans La Métromanie d'Alexis Piron (1737) ;
- Géronte dans Le Méchant de Jean-Baptiste Gresset (1747) ;
- Lisimon, oncle de Mélise, dans La Feinte par amour de Claude Joseph Dorat (1774) ;
- Bocardon dans Célimare le bien-aimé de Labiche (1863) …

Acteurs qui ont joué cet emploi : Desessarts, Talbot, Devigny, Grandmesnil, Léopold Barré …

### Grime et ganache
Rôle de vieillard, tombant souvent dans la charge et la caricature. Il exige que l'acteur se donne une apparence cassée, des rides et des cheveux blancs ; en un mot qu'il se grime, d'où le nom. À la différence du barbon, le grime ne convoite pas une jeune fille. Le ganache, qui entre dans l'emploi des grimes, est un vieillard ridicule et burlesque. Le comique, cruel, vient de l'aspect décrépit ou des idées ridicules du personnage.
Exemples de grime :
- Géronte dans L'Illusion comique de Corneille (1636) ;
- Trufaldin dans L'Étourdi de Molière (1655) ;
- Iphicrate dans Œdipe de Corneille (1659) ;
- Lisidor dans Crispin médecin de Hauteroche (1670) ;
- Argante dans Les Fourberies de Scapin de Molière (1671) ;
- Albert, le tuteur d'Agathe, dans les Folies amoureuses de Regnard (1704) ;
- Géronte dans Le Légataire universel de Regnard (1708) ;
- Orgon du Consentement forcé de Guyot de Merville (1738) ;
- Vézinet dans Un chapeau de paille d'Italie d'Eugène Labiche (1851) ;
- Durozoir dans La Station Champbaudet de Labiche (1862) ;
- Vernouillet dans Célimare le bien-aimé de Labiche (1863) …

Acteurs ayant tenu cet emploi :
- Lhéritier, qui trouva le succès au théâtre du Palais-Royal dans l'emploi des « ganaches prématurées »[9];
- Barthélémy Larochelle, François-Arnoul Poisson, Préville ;
- Bouffé, Grandmesnil, Baptiste cadet…

### Ingénue ou ingénuité
L'ingénue ou l'ingénuité est une amoureuse, dont le cœur s'ouvre à peine aux émotions et aux accents de la passion, et qui conserve la candeur et l'innocence la plus pure.
Le Larousse signale que le terme « ingénue » serait plus logique, mais il constate qu'au XIXe siècle, l'usage a fait prévaloir « ingénuité » : « Mlle Mars, qui sera difficilement égalée dans les coquettes, ne le sera jamais dans les ingénuités. » La jeune fille, ou la femme – puisque le Dictionnaire théâtral dit que l'âge du personnage peut aller de seize à quarante-cinq ans –, qui tient le rôle doit être capable de montrer une grande naïveté sans paraître sotte ni fausse. C'est un rôle délicat, « où il est le plus difficile d'être parfaite et le plus facile d'être médiocre ».
Cet emploi a pris de l'importance au début du XIXe siècle par les rôles faits pour Mlle Mars et Léontine Fay. Par contre, la jeune fille à marier des vaudevilles n'est pas toujours une ingénue. Blanche de La Grammaire de Labiche ou Marthe des Convictions de Papa de Gondinet, par exemple, sont des jeunes filles qui savent ce qu'elles veulent et comment agir pour l'obtenir. On ne peut donc les ranger parmi les ingénues.
Exemples d'ingénues :
- Agnès dans L'École des femmes de Molière (1662) ;
- Eugénie dans La Femme jalouse de François-Antoine Jolly (1726) ;
- Victorine dans Le Philosophe sans le savoir de Sedaine (1765) ;
- Fanchette dans Le Mariage de Figaro de Beaumarchais (1775) ;
- Lisbeth dans Herman et Verner d'Étienne Favières (1803) ;
- Eugénie dans Le Tyran domestique d'Alexandre Duval (1805) ;
- Betty dans La Jeunesse de Henri V de Duval (1806) ;
- Yelva dans Yelva ou l'Orpheline russe de Scribe (1828) ;
- Rosette dans On ne badine pas avec l'amour d'Alfred de Musset (1834) ;
- Cécile dans Il ne faut jurer de rien de Musset (1836) ;
- Jolyette dans La Reine Margot d'Alexandre Dumas père (1847) ;
- Marie, seul personnage (si l'on ne compte pas un personnage off) d'Autour d'un berceau d'Ernest Legouvé (vers 1870) ;
- Lisbeth dans Le Plus Heureux des trois de Labiche et Gondinet (1870) ;
- Adèle dans L'Ingénue de Meilhac et Halévy (1874)…

Actrices ayant tenu cet emploi :
- Mlle Mars, Marie Delaporte, Léontine Fay ;
- Rose Chéri, Delphine Fix, Émilie Dubois, Mademoiselle Bourgoin…

### Jeune premier
À l'origine, « jeune premier » désignait les jeunes « premiers amoureux », l'adjectif « jeune » s'appliquant bien sûr à l'âge du personnage, et non à celui de l'acteur. « On n'aurait pas vu Mlle Mars jouer autre chose qu'une jeune première, emploi dont elle a, d'ailleurs, la prérogative par contrat. Aussi Hugo lui confie-t-il naturellement le rôle de Doña Sol malgré ses 50 ans. »
En raison de leur caractère, de leur âge ou de leur importance, qui les fait confiner aux premiers rôles, on a donné à quelques-uns de ces rôles la qualification de « forts jeunes premiers ». C'est le cas notamment de Don Juan dans Don Juan d'Autriche de Casimir Delavigne. Quand le rôle est encore plus important, sans atteindre le « premier rôle », on le qualifie alors de « jeune premier rôle ». C'est le cas en particulier de Roger, vicomte de Saint-Hérem, dans Les Demoiselles de Saint-Cyr d'Alexandre Dumas. Il y avait donc une graduation presque continue entre l'emploi d'amoureux et celui de premier rôle par la succession : « premier amoureux », « jeune premier », « fort jeune premier », « jeune premier rôle », et « premier rôle ». Les auteurs connaissaient ces multiples nuances, tel Alexandre Dumas père distinguant amoureux et jeune premier : « À mon avis, Laroche est destiné à jouer, non les amoureux et les jeunes premiers, mais les troisièmes rôles. » Tout ce qui vient d'être dit au sujet des jeunes premiers s'applique bien sûr aussi aux jeunes premières.
L'emploi de « jeune premier » est l'un des rares emplois qui subsistent de nos jours. Ce terme désigne maintenant plutôt un « jeune premier rôle » qu'un jeune « premier amoureux ».
Exemples de jeune premier :
- Desdémonde dans Othello de Shakespeare (1604) ;
- D. Rodrigue et Chimène dans Le Cid de Pierre Corneille (1636) ;
- Cinna et Æmilie dans Cinna de Corneille (1641) ;
- Agnès dans l'École des femmes de Molière (1662) ;
- Angélique dans L'École des pères d'Alexis Piron (1728) ;
- Dona Sol dans Hernani de Victor Hugo (1830) est un « jeune premier rôle » ;
- Clavaroche dans Le Chandelier d'Alfred de Musset (1835) est un « jeune premier rôle » ;
- le chevalier d'Aubigny dans Mademoiselle de Belle-Isle d'Alexandre Dumas (1839) est un « jeune premier rôle » ;
- la reine Anne dans Le Verre d'eau d'Eugène Scribe (1840) est une « forte jeune première » ;
- Perillo dans Carmosine de Musset (1850) ;
- Philiberte dans Philiberte d'Émile Augier est un rare exemple de « forte jeune première » laide[14] (1853) ;
- Gaston, marquis de Presles, dans Le Gendre de Monsieur Poirier d'Augier (1854) est un « jeune premier rôle » ;
- Césarine dans La Camaraderie de Scribe (1856) est un « jeune premier rôle » ;
- Henri Renaud dans Le Second Mouvement d'Édouard Pailleron (1865) ;
- Roxane dans Cyrano de Bergerac d'Edmond Rostand (1897) …

Acteurs et actrices ayant joué les jeunes premiers ou jeunes premières :
- Jules Laroche, Auguste Delaunay jusqu'en 1848, Frédéric Febvre ;
- Mlle Mars, Léontine Fay, Julia Bartet…

### Marquis
Personnage comique, fat, niais et suffisant, créé par Molière. Il a été exploité ensuite par d'autres auteurs, comme Destouches, Dancourt, Marivaux et Regnard. Ce personnage est resté toutefois confiné à la comédie classique. Dans L'Impromptu de Versailles, Molière en donne sa fonction dans la comédie : « Le marquis aujourd'hui est le plaisant de la comédie. Et comme dans les comédies anciennes on voit toujours un valet bouffon qui fait rire, de même dans nos pièces de maintenant, il faut toujours un marquis ridicule qui divertisse la compagnie. »
Exemples de marquis :
- le marquis de Mascarille dans Les Précieuses ridicules de Molière (1659) ;
- le marquis dans La Critique de l'École des femmes de Molière (1663) ;
- Molière et La Grange dans L'Impromptu de Versailles de Molière (1663) ;
- le marquis dans Le Joueur de Regnard (1696)…

Acteurs ayant tenu cet emploi : Molière, La Grange, Pierre Michelot …

### Mère noble
Rôle de femme âgée et de condition élevée, sérieuse et digne.
Exemple de mère noble :
- Aristione dans Les Amants magnifiques de Molière (1670) ;
- Philaminte dans Les Femmes savantes de Molière (1672) ;
- Mme Vanderk dans Le Philosophe sans le savoir de Sedaine (1765) ;
- la comtesse dans Misanthropie et repentir (Menschenhass und Reue) de Kotzebue (1790) ;
- la baronne dans Il ne faut jurer de rien d'Alfred de Musset (1836) ;
- Mme Désaubier dans La joie fait peur de Delphine de Girardin (1854)…

Exemples d'actrice : Nathalie Martel, Mademoiselle Bourgeois-Rouzé…

### Paysan
Rôle subalterne, à accents ou à patois, incarnant un homme simple, crédule, plein de bons sentiments, qui se laisse généralement berner, mais qui est parfois capable de rouerie, se rapprochant alors du rôle du valet. Tout dépend là encore de l'importance du rôle : Sganarelle du Médecin malgré lui est un paysan, mais son emploi est celui d'un premier rôle.
Exemples d'emploi de paysan :
- Gareau dans Le Pédant joué de Cyrano de Bergerac, qui serait l'inventeur de cet emploi (1656) ;
- Lucas dans Le Médecin malgré lui de Molière (1666) ;
- Charlotte et Pierrot dans Dom Juan de Molière (1665) ;
- Lucas dans La Coquette de village de Dufresny (1715) ;
- Grégoire dans L'École des pères d'Alexis Piron (1728) ;
- Gripe-soleil dans Le Mariage de Figaro de Beaumarchais (1778) ;
- Thomas dans Le Roi des Frontins d'Eugène Labiche (1845) ;
- Krampach dans Le Plus Heureux des trois de Labiche et Gondinet (1870)…

Acteurs ayant tenu cet emploi : Jules Brasseur, Paulin…

### Père noble
Rôle secondaire d'homme mûr qui, sans exclure le comique, requiert de la gravité, de l'onction, un maintien noble, une belle prestance et un ton qui inspire le respect. À l'époque de la Révolution, lorsque la qualification « noble » fut jugée séditieuse, cet emploi fut nommé un temps « père sérieux ».
Exemples de rôle de père noble :
- Géronte dans Le Menteur de Corneille (1644) ;
- Orgon dans Tartuffe de Molière (1664) ;
- Ésope dans Ésope à la cour d'Edme Boursault (1701) ;
- Licandre dans Le Glorieux de Destouches (1732) ;
- Baliveau dans La Métromanie d'Alexis Piron (1737) ;
- Narbas dans Mérope de Voltaire (1743) ;
- Argant dans L'École des mères de La Chaussée (1744) ;
- Vanderk père dans Le Philosophe sans le savoir de Sedaine (1765) ;
- M. de Melcour dans La Mère jalouse de Nicolas Thomas Barthe (1771) ;
- le père d'Armand Duval dans La Dame aux camélias d'Alexandre Dumas fils (1848) ;
- le père Rémy dans Claudie de George Sand (1851) ;
- Verderet dans Le Gendre de Monsieur Poirier d'Émile Augier (1854) ;
- Le marquis d'Orgebac dans Le Fils naturel de Dumas fils (1858) ;
- Monsieur Ernest dans Les Faux Ménages d'Édouard Pailleron (1869)…

Acteurs ayant interprété les pères nobles : Derval, Devigny, Joseph Patrat, Edmond Delannoy, Baptiste aîné, Adrien Lafargue, Bocage …

### Premier rôle
Rôle d'une extrême importance, qui exige de celui ou celle qui le remplit, en plus des qualités de comédien proprement dit, l'étoffe, l'ampleur et l'autorité. Les premiers rôles sont d'un caractère sérieux, souvent dramatiques, parfois très pathétiques, et ils ne peuvent être tenus que par des artistes exercés, instruits par l'expérience, et rompus à toutes les difficultés du métier. La plupart des rôles joués par Molière, et ceux créés par Frédérick Lemaître, Bocage, Mélingue, Rouvière et Dumaine, sont des premiers rôles.
Certaines grandes coquettes du théâtre romantique sont souvent considérées, par la place primordiale qu'elles tiennent, comme des premiers rôles. Voir quelques exemples donnés à la section « grandes coquettes ». Ainsi tous les rôles établis par Marie Dorval, soit à la Comédie-Française, soit aux boulevards, sont des premiers rôles.
Exemples de premiers rôles :
- Iago et Othello dans Othello de Shakespeare (1604) ;
- Macbeth dans Macbeth de Shakespeare (1605) ;
- don Juan dans Dom Juan ou le Festin de pierre de Molière (1665) ;
- Alceste dans Le Misanthrope de Molière (1666) ;
- Durval dans Le Préjugé à la mode de La Chaussée (1735) ;
- le comte de Tufière dans Le Glorieux de Destouches (1732) ;
- le comte Almaviva et la comtesse dans Le Mariage de Figaro de Beaumarchais (1775) ;
- Morinzer dans L'Amant bourru de Monvel (1777) ;
- Alceste dans Le Philinte de Molière de Fabre d'Églantine (1790) ;
- Buridan dans La Tour de Nesle d'Alexandre Dumas (1832) ;
- don Quexada dans Don Juan d'Autriche de Casimir Delavigne (1835) ;
- Richelieu et Mme de Prie dans Mademoiselle de Belle-Isle d'Alexandre Dumas (1837) ;
- le vicomte de Bolingbroke dans Le Verre d'eau de Scribe (1840) ;
- Jeanne de Mauves dans Le Club de Gondinet (1877) ;
- Théroigne de Méricourt dans Théroigne de Méricourt de Paul Hervieu (1902) …

Acteurs ayant tenu cet emploi :
- Molière, Marie Dorval, Julia Bartet, Frédérick Lemaître, Talma, Joanny, Dumaine, Coquelin aîné, Sarah Bernhardt, Lucien Guitry…

### Raisonneur
Personnage sérieux, parfois austère, qui discute et qui fait de la morale. Dans le théâtre de Molière, où on le rencontre souvent, il représente le bon sens, tentant de ramener à la raison le personnage extravagant. L'acteur doit avoir un air posé, beaucoup de correction et de dignité, et posséder « un ton de voix naturel et gesticuler le moins possible ». Cet emploi entre dans la catégorie des troisièmes rôles.
Exemples de raisonneur :
- Chrysalde dans L'École des femmes de Molière (1662) ;
- Cléante dans Tartuffe de Molière (1664) ;
- Philinte dans Le Misanthrope de Molière (1666) ;
- Béralde dans Le Malade imaginaire de Molière (1673) ;
- Chrisalde dans L'École des pères d'Alexis Piron (1728) ;
- Damon dans L'Auteur superstitieux de Louis de Boissy (1732) ;
- Théodon dans Mélanide de La Chaussée (1741) ;
- Ariste dans Le Méchant de Jean-Baptiste Gresset (1747) ;
- Robert dans La Poudre aux yeux de Labiche (1861) ;
- Le marquis de Neste dans L'Énigme de Hervieu (1901) …

Exemple d'acteur ayant tenu cet emploi : Brécourt …

### Roi et princesse
Le roi de tragédie se doit d'être solennel, grave, de posséder une voix tonnante, le geste sobre et majestueux. Dans L'Impromptu de Versailles, Molière se moque de l'apparence physique communément réservée à cet emploi : « Qui ? Ce jeune homme bien fait ? Vous moquez-vous ? Il faut un roi qui soit gros et gras comme quatre ; un roi, morbleu ! qui soit entripaillé comme il faut ; un roi d'une vaste circonférence, et qui puisse remplir un trône de belle manière. »
Les princesses se subdivisent en « jeunes princesses », équivalent aux « jeunes premières », et en « grandes princesses », assimilées ensuite aux « jeunes premiers rôles ».
Exemples de rois et de princesses :
- Claudius dans Hamlet de Shakespeare (1601) ;
- D. Fernand, premier roi de Castille, dans Le Cid de Pierre Corneille (1636) ;
- Auguste, empereur, dans Cinna de Corneille (1641) ;
- Prusias, roi de Bithynie, dans Nicomède de Corneille (1651) ;
- Hermione dans Andromaque de Jean Racine est une grande princesse (1667) ;
- Iphigénie dans Iphigénie de Racine est une jeune princesse (1674) ;
- Zaïre dans Zaïre de Voltaire est une jeune princesse (1732) ;
- Polyphonte, tyran de Messène, dans Mérope de Voltaire (1743) ;
- Caïn et Thirza dans La Mort d'Abel de Gabriel-Marie Legouvé (1792), respectivement roi et grande princesse ;
- Artaban dans Artaxerce de Delrieu (1808) ;
- Don Carlos (Charles Quint) dans Hernani de Victor Hugo (1830) ;
- Phorcas, empereur d'Orient, dans Esclarmonde, opéra de Jules Massenet (1889) …

Acteurs : Mlle Bourgoin, Mlle Dupont, Mlle Fleury, Saint-Prix, Defresne …

### Rôle à corset
Cet emploi, propre à l'opéra-comique, est un rôle de paysanne amoureuse et naïve. Il est désigné ainsi parce qu'il se joue en jupon et en corset.
Exemples :
- Babet dans Blaise et Babet, opéra-comique de Monvel (1783) ;
- Justine dans Alexis et Justine, comédie lyrique de Monvel (1785) …

Actrices ayant tenu cet emploi : Mme Favart, Mme Dugazon, Mme Gavaudan, Marie Desbrosses, Mme Saint-Aubin qui a laissé son nom à l'emploi des ingénues à l'opéra-comique.
Au XIXe siècle, on les appelle les Dugazon-Corsets.

### Rôle à livrée
Cette dénomination vient autant du costume porté par l'acteur que du caractère des personnages représentés. Dans cette catégorie, on rangeait toute une classe de rôles appartenant à l'emploi des comiques. Elle se divisait en « petite livrée » et « grande livrée ».
Dans le répertoire classique, la « grande livrée » formait la partie la plus importante de l'emploi des premiers comiques. Aussi brillant que difficile, cet emploi était le but de toutes les ambitions des artistes doués sous ce rapport. « Revêtir la grande livrée », c'était prendre possession des premiers grands rôles comiques. Il exigeait de l'intelligence, une grande souplesse de jeu et de physionomie, du mordant, de la vivacité, et, parfois même, de la profondeur.
La « petite livrée » entrait dans l'emploi des seconds comiques. Par exemple les Crispins, à l'exception de celui du Légataire universel, font partie de cette catégorie.
Exemples de rôles à petite livrée (second comique) :
- La Flèche dans L'Avare de Molière (1668) ;
- Covielle dans Le Bourgeois gentilhomme de Molière (1670) ;
- Lubin dans Les Fausses Confidences de Marivaux (1737) ;
- Olive dans La Fausse Agnès de Destouches (1759) …

Exemples de rôles à grande livrée (premier comique) :
- Mascarille dans L'Étourdi de Molière (1655) ;
- Sganarelle dans Dom Juan de Molière (1665) ;
- Hector dans Le Joueur de Regnard (1696) ;
- Labranche dans Crispin rival de son maître de Lesage (1707) ;
- Arlequin dans Le Jeu de l'amour et du hasard de Marivaux (1730) ;
- Pasquin dans Le Dissipateur de Destouches (1737) ;
- Hercule Dubouloy dans Les Demoiselles de Saint-Cyr d'Alexandre Dumas (1843) ;
- Giboyer dans Les Effrontés d'Émile Augier (1861) …

Acteurs de grande livrée :
- Rosimond, La Thorillière ;
- Préville, Barthélémy Larochelle, Dazincourt, Dugazon, Monrose père et fils ;
- Belleroche, Paul Poisson et Poisson de Roinville (les Poisson père, fils et petit-fils) ;
- Coquelin aîné, François Regnier de la Brière, Edmond Got, François Augé …

### Rôle à manteau
On désigne par ce terme toute une classe de rôles masculins, comprenant des personnages d'un certain âge et exigeant une certaine représentation, qu'ils soient comiques ou sérieux. Cette appellation, qui recouvre les emplois de premier comique, de financier, de grime et de barbon, vient du manteau qui les caractérisait à l'origine. Voir les descriptions de ces emplois.
Exemple : Bartholo dans Le Mariage de Figaro de Beaumarchais (1775)…
Acteurs ayant tenu cet emploi :
- Molière, Rosimond, Guérin d'Estriché ;
- Desessarts, Grandmesnil, Devigny
- Baptiste aîné, Jean-Baptiste Provost, Joseph Samson …

### Rôle travesti
Ce sont des rôles qui représentent des personnages d'hommes joués par des femmes, ou des personnages de femmes joués par des hommes.
Dans le premier cas, il arrive qu'un auteur, ayant à mettre en scène un adolescent, le fait jouer par une femme pour lui donner plus de grâce et de naturel. C'est ce que firent par exemple Beaumarchais pour Chérubin du Mariage de Figaro, et Gondinet pour les rôles de Max et Urbain des Grandes demoiselles. Ou bien on fait jouer à une femme un rôle tout spécial d'amoureux passionné, pour sauver ce que certaines circonstances pourraient présenter d'un peu excessif. C'est ainsi qu'on a pris l'habitude de confier à une femme le rôle de l'Amour dans Psyché, bien que ce rôle ait été établi à l'origine pour Michel Baron. Enfin, certaines comédiennes se sont montrées si alertes et si vives sous des habits d'homme, si désireuses d'ailleurs de remplir des rôles masculins, que les auteurs se sont empressés d'écrire pour elles des rôles travestis.
Pour ce qui concerne les rôles de femmes joués par des hommes, ce fut une habitude, depuis les commencements du théâtre français et jusqu'à Corneille, de faire représenter par des acteurs les personnages de duègne et de vieilles femmes. Molière reprit pour un temps cet usage. Après sa mort, ces rôles furent joués par Mlle Beauval.
Exemples de rôles masculins joués par des femmes :
- le duc de Reichstadt dans Le Fils de l'homme de Paul de Lussan[19] (1830) ;
- Ververt dans Vert-Vert d'Adolphe de Leuven et d'Alfred Desforges (1832) ;
- Richelieu dans Les Premières Armes de Richelieu de Jean-François Bayard (1839) ;
- Létorières dans Le Vicomte de Létorières de Bayard et Dumanoir (1841) ;
- Charlotte dans Le Capitaine Charlotte de Bayard (1842) ;
- Gentil-Bernard dans Gentil-Bernard de Dumanoir et Clairville (1846) ;
- Garat dans Monsieur Garat de Victorien Sardou (1860) ;
- René (onze ans) dans Fiancés en herbe de Georges Feydeau (1886) ;
- Poil de Carotte (seize ans) dans Poil de Carotte, adaptation au théâtre réalisée par l'auteur, Jules Renard, en 1900...

Actrices ayant tenu cet emploi : Mlle Déjazet, Mlle Demerson …
Exemples de rôles féminins joués par des hommes :
- En Angleterre, dans le Théâtre élisabéthain jusqu'à la Restauration (1660) ;
- Madame de Sottenville dans George Dandin ou le Mari confondu de Molière (1668) ;
- Lucette, la feinte Gasconne, dans Monsieur de Pourceaugnac de Molière (1669) ;
- Madame Jourdain dans Le Bourgeois gentilhomme de Molière (1670) ;
- Philaminte dans Les Femmes savantes de Molière, rôle joué par André Hubert le 11 mars 1672[20] ;
- Madame Jobin dans La Devineresse de Thomas Corneille (1679)[20].

Acteurs ayant tenu cet emploi : Louis Béjart, André Hubert, Jean Fichet…

### Second rôle
Selon Arthur Pougin, les seconds rôles forment une catégorie assez mal définie, ne constituant pas un emploi distinct et déterminé. « On les qualifie de "rôles de convenance", faute d'une appellation meilleure et plus précise. Ce sont généralement des rôles sérieux, qui exigent de la tenue et une certaine autorité. »
C'est un des rares emplois conservés de nos jours. Mais il reste général et peu précis, désignant essentiellement l'importance du rôle, sans en indiquer le contenu.
Exemple de second rôle : la duchesse de Marlborough dans Le Verre d'eau de Scribe (1840)…

### Soubrette et servante
La soubrette est un rôle de femme jeune et comique.
Cet emploi est très varié, puisqu'il comprend les servantes franches et effrontées de Molière, les suivantes délurées de Regnard et les caméristes affectées de Marivaux. Aussi cet emploi exige tantôt de la rondeur et de l'autorité, comme la Dorine de Tartuffe ou la Marinette du Dépit amoureux, tantôt de la souplesse et de la coquetterie, comme la Suzanne du Mariage de Figaro, tantôt de la finesse et de l'entrain, comme la Lisette du Légataire universel, tantôt de la grâce et une sorte de rouerie, comme la Marton des Fausses Confidences. Mais quel que soit le cas, il faut toujours en plus de la franchise, du nerf, de la verve et de la gaieté. Car la soubrette doit toujours rire à belles dents, posséder une grande vivacité d'allures, un débit net et mordant, le verbe haut, et être prête à toutes les friponneries et à se moquer des autres et, parfois aussi, d'elle-même. Enfin, elle peut aussi jouer le rôle de confidente, comme la Nourrice dans Roméo et Juliette de Shakespeare.
Exemples de soubrette :
- la Nourrice dans Roméo et Juliette de Shakespeare (1595) ;
- Lyse dans L'Illusion comique de Corneille (1636) ;
- Laurette dans La Mère coquette de Philippe Quinault (1665) ;
- Cléanthis dans Amphitryon de Molière (1668) ;
- Zerbinette dans Les Fourberies de Scapin de Molière (1671) ;
- Toinette dans Le Malade imaginaire de Molière (1673) ;
- la greffière dans Les Bourgeoises de qualité de Hauteroche (1691) ;
- Catau dans Le Grondeur de Brueys (1691) ;
- Doris dans Ésope à la cour d'Edme Boursault (1701) ;
- Lisette dans les Folies amoureuses de Regnard (1704) ;
- Nérine dans Le Babillard de Louis de Boissy (1725) ;
- Suzanne dans Le Mariage de Figaro de Beaumarchais (1775) ;
- Tiennette dans Cœlina ou l'Enfant du mystère de Pixérécourt (1801) ;
- Justine dans Le Folliculaire d'Alexandre de La Ville de Mirmont (1820) ;
- Sophie dans Les Inconsolables d'Eugène Scribe (1829) …

Actrices ayant joué les soubrettes :
- Mlle Molière, Mlle Beauval, Marie-Anne Botot Dangeville ;
- Jeanne-Françoise Quinault, Madame Bellecour, Mademoiselle Fanier ;
- Mlle Demerson, Louise Contat, Mademoiselle Minette …

### Troisième rôle
Selon Arthur Pougin, les troisièmes rôles forment un emploi masculin difficile, qui réclame beaucoup d'habileté de la part du comédien, qui doit sauver le côté odieux du personnage.
Ces rôles regroupent en effet les « traîtres » des mélodrames, et les « tyrans » des drames. « Les bâtards enragés, les impitoyables usuriers, les assassins philosophes, les amants convulsionnaires, les tyrans philanthropes, les bourreaux humanitaires, les méphistophéliques génies méconnus ou incompris, […] voilà les personnages, que [l'acteur] doit caractériser. » Il va alors passer son temps à outrager la morale, à transgresser les lois, à faire des faux témoignages, à dérober des papiers de famille, à persécuter l'innocence, à martyriser la vertu, à tramer des complots odieux, à endosser enfin toutes les astucieuses et lugubres turpitudes des mélos galvaniques et démoniaques.
L'ancien répertoire classique n'a pas connu ce genre de rôles, bien qu'on y classe parfois le comte dans La Fausse Agnès de Destouches. Le premier véritable troisième rôle serait Monsieur Bégearss dans La Mère coupable de Beaumarchais (1792).
Dans le mélodrame, les personnages sont : Rodin, Golo, Warner, Gessler, Gubetta, Mordaunt, Mandrin, Hudson Lowe, Don Salluste, Cartouche, Papavoine, etc. ; « voilà les jolis bonshommes que [l'acteur] va s'efforcer de faire revivre ; types sinistres et repoussants, rôles ingrats semés d'écueils, dans lesquels plus on dépense de talent pour attraper la vérité, et moins on obtient de succès. »
« Certains comédiens s'étaient fait une spécialité de ces rôles véritablement fort difficiles, qui leur valaient les injures des spectateurs naïvement passionnés du parterre et du paradis, qui ne manquaient pas de les traiter à haute voix de "lâche !", de "canaille !" et de "misérable !", lorsqu'ils les voyaient sur le point de faire un mauvais coup. » Henry Lyonnet écrit à propos de Charles de Chilly : « son rôle d'Hudson Lowe lui valut les insultes d'un public fanatique, le plus bel éloge que l'on puisse adresser à un artiste tenant l'emploi des traîtres ».
Exemples de troisièmes rôles :
- Truguelin dans Cœlina ou l'Enfant du mystère de Pixérécourt (1801) ;
- Saltabadil dans Le roi s'amuse de Victor Hugo (1832) ;
- don Salluste dans Ruy Blas de Victor Hugo (1838) ;
- Montorgueil dans Les Bohémiens de Paris d'Ennery et Grangé (1842) ;
- Denis Ronciat dans Claudie de George Sand (1851) ;
- le comte dans Diane de Lys d'Alexandre Dumas fils (1853) ;
- René de Rive dans Hélène d'Édouard Pailleron (1872) ;
- le marquis d'Aiguerose dans Marthe d'Henry Kistemaeckers (1899) …

Acteurs ayant tenu cet emploi :
- Defresne, Tautin, Charles de Chilly, Léopold Barré …

### Utilité
Rôle tout à fait subalterne. C'est le premier rang des figurants. On distingue pourtant parfois entre « utilité » et « petite utilité », selon le peu qu'il y a à faire. Ces personnes ont pour rôle d'approcher un fauteuil ou un guéridon, parfois de dire une phrase ou d'annoncer un visiteur.
« On fait une annonce ou un contrat ; on porte une lettre ou une petite livrée ; on dit une phrase ou une mesure notée ». Les noms de ces personnes figurent généralement en fin de liste des rôles, après les acteurs et les actrices, à la différence des accessoires, qui n'y apparaissent pas nommément.
Au XIXe siècle, c'était parfois par ces rôles obscurs que commencèrent des comédiens autodidactes, comme Charles-Gabriel Potier, Étienne Arnal, Hugues Bouffé, Charles Odry, et Frédérick Lemaître, qui débuta dans le rôle d'un lion. Dans les troupes de province, on nommait « grande utilité » les acteurs ou actrices capables, selon les besoins, de prendre en charge n'importe quel rôle. C'était, selon Larousse, dévolu d'ordinaire à la femme du directeur d'une troupe ambulante.

### Valet
Cet emploi appartient à la catégorie plus générale des « rôles à livrée ». Selon Jules Wogue, Rotrou serait l'« inventeur », en 1647, de ce personnage si présent dans le théâtre.
« Dans la Sœur, nous voyons un jeune homme aidé dans sa tâche par un serviteur, Ergaste, aussi pourvu de dévouement que dénué de scrupules. Et ainsi s'empare, en triomphateur, de la scène française un personnage qui allait brûler les planches pendant plus d'un siècle, providence de la jeunesse, tourmenteur de la vieillesse et de l'avarice : le valet ». C'est en effet un des personnages les plus importants de la comédie aux XVIIe et XVIIIe siècles. Molière et Scarron ont mis en scène des « valets types », Gros-René, Mascarille, Scapin, Crispin, Jodelet, que leurs suivants, Regnard, Dancourt, Boursault, Destouches, Poisson, Hauteroche ont reproduits à leur tour. Coquins fieffés, mais obligeants, effrontés, mais pleins de dévouement, aimant leur maître, mais volant leur prochain, les valets ne demeurent pas moins sympathiques au spectateur, qui serait désolé de les voir conduits à la potence, ce qu'ils risquent pourtant parfois.
L'emploi de valet, compte tenu de l'importance et du caractère particulier du rôle, réclame des comédiens expérimentés et rompus à leur métier.
Il faut, pour plaire aux spectateurs,
Qu'un bon valet soit un grand maître.
Il demande également des qualités physiques, car l'acteur doit toujours être en mouvement. Chamfort a remarqué : « J'ai observé que dans une pièce bien faite, tous les personnages étaient toujours en mouvement; et pour lors je n'employais cette expression que dans le sens figuré. Par rapport aux valets, elle doit être prise au sens propre. Il est essentiel que, sans cesse, ils amusent nos yeux aussi bien que notre esprit. »
Les exemples de valet sont innombrables, et ont pour noms : Ergaste, Gros-René, Mascarille, Crispin, Jodelet, Scapin, Frontin, Pasquin, Figaro, etc. Voir des exemples de rôles et d'acteurs à la section « Rôle à livrée ».
- Crispin : introduit la première fois par Scarron dans L'Écolier de Salamanque (1654), c'est un valet rusé, sans scrupules, plein de ressources et âpre au gain. Il avait un costume spécial, entièrement noir. Personnage repris par Regnard, Dancourt, Hauteroche, Champmeslé, Lesage, Antoine Jacob Montfleury, etc.
- Figaro : personnage créé par Beaumarchais. Dans sa trilogie, c'est un valet fourbe, intrigant, pour qui tous les moyens sont bons pour arriver à ses fins, mais il est aussi vif, sémillant, frondeur, fier et hardi. Voir l'article qui lui est consacré.
- Frontin : introduit à la fin du XVIIe siècle, peut-être par Dancourt dans Les Bourgeoises à la mode (1692). C'est un valet rusé, malin, spirituel et propre à l'intrigue. Comme son nom l'indique, il a surtout de l'effronterie, et il devient le maître de son maître, lorsqu'il daigne le protéger dans les intrigues, où il montre de l'impudence et de l'audace.
- Gros-René : personnage inventé par Molière. C'est un valet corpulent, insouciant, beau parleur, d'une jovialité campagnarde. Joué à l'origine par Du Parc, il était vêtu d'une longue blouse, d'un béret et d'une culotte bouffante, le tout rayé bleu et blanc. La tradition de ce costume a longtemps été conservée. Plusieurs de ses caractéristiques physiques, psychologiques et vestimentaires se retrouvent dans le personnage de bande dessinée Obélix.
- Jodelet : type de valet, imaginé Scarron et créé par l'acteur Jodelet. Trivial, goulu, poltron, lubrique, ignoble dans ses plaisanteries, il se présente barbu, moustachu et le visage enfariné. Doué d'un cynisme éhonté, il rit de tout, entasse bévues sur bévues, qui finissent immanquablement aux dépens de son maître.
- Mascarille : valet fourbe, intrigant, menteur, astucieux, toujours prêt à faire les affaires de son maître à condition que les siennes y trouvent leur compte. Juste appréciateur de sa valeur et de ses facultés, il s'adresse à lui-même un éloge dans L'Étourdi.
- Pasquin : laquais de bonne maison. Luron plein d'ardeur et dépourvu de scrupule, il a été emprunté au théâtre italien, peut-être par Baron.
- Scapin : emprunté par Molière au théâtre italien, et employé par lui une seule fois dans Les Fourberies de Scapin. « C'est un intrigant, un fourbe, qui entreprend de faire réussir toutes les affaires les plus délabrées de la jeunesse libertine, qui se pique d'avoir de l'esprit, qui fait le beau parleur et l'homme de conseil. »[28]